# ドミニク・クルーズ
ドミニク・クルーズ（Dominick Cruz、1985年3月9日 - ）は、アメリカ合衆国の男性元総合格闘家。カリフォルニア州サンディエゴ出身。アライアンスMMA所属。元UFC世界バンタム級王者。元WEC世界バンタム級王者。

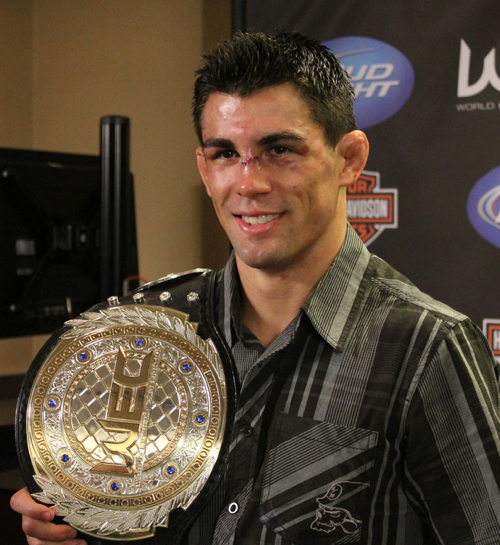
WEC世界バンタム級王者時代 (2010年)

## 概要
支配者を意味する「ザ・ドミネーター」（The Dominator）の異名を持つ。UFC世界バンタム級王者に2度輝いており、WECでも世界バンタム級王座を獲得するなど、バンタム級において偉大な実績を誇り、「バンタム級史上最も偉大な選手」との呼び声も高い。

## 来歴
母子家庭で兄弟と共にトレーラーハウスに住んでいた。幼い頃からレスリングを始め、19歳で母親にツーソンの家を追い出されたのを機にプロ格闘家を志した。プロデビュー以後、コールセンターで働きながらローカル団体でキャリアを積んだ。

### WEC
WEC初参戦となったWEC 26のWEC世界フェザー級タイトルマッチで王者ユライア・フェイバーに挑戦し、ギロチンチョークで1R一本負けを喫し王座獲得に失敗した。
2008年6月1日のWEC 34から階級を一つ下のバンタム級に下げてチャーリー・ヴァレンシアを3-0の判定で破ると、翌2009年1月25日のWEC 38でもイアン・マッコールに3-0の判定勝ちを収めた。
2009年8月9日のWEC 42ではキャリア無敗のジョセフ・ベナビデスを相手に3-0の判定勝ち。ファイト・オブ・ザ・ナイトを受賞した。

#### WEC世界王座獲得
2010年3月6日、WEC 47のWEC世界バンタム級タイトルマッチで王者ブライアン・ボウルズに挑戦。優勢に試合を進める中、2R終了時にボウルズの右手の骨折でドクターストップがかかり、TKO勝ちを収め王座獲得に成功した。
2010年8月18日、WEC 50ではWECバンタム級王座の初防衛戦でジョセフ・ベナビデスと再戦。5Rに渡る一進一退の攻防を戦い抜き、2-1（47-48、48-47、49-46）の5R判定勝ち。王座の初防衛に成功した。

#### UFC世界王座認定
2010年12月16日、WEC最終興行WEC 53で行なわれたWEC世界バンタム級タイトルマッチでスコット・ヨルゲンセンの挑戦を受け、3-0の5R判定勝ちを収め、2度目の王座防衛に成功すると同時に初代UFC世界バンタム級王座に認定された。
2010年12月23日、USAトゥデイのファイター・オブ・ザ・イヤーを受賞した。

### UFC
2011年7月2日、UFC初参戦となったUFC 132のUFC世界バンタム級タイトルマッチで挑戦者ユライア・フェイバーと約4年ぶりに再戦。1Rと4Rにダウンを奪われるも、全体を通して有効打とテイクダウンの数で上回り、3-0の5R判定勝ち。王座の初防衛に成功し、ファイト・オブ・ザ・ナイトを受賞した 。
2011年10月1日、UFC Live: Cruz vs. JohnsonのUFC世界バンタム級タイトルマッチで、後にUFC世界フライ級王者となるデメトリアス・ジョンソンと対戦。1Rに右手を骨折するも、5Rに渡ってジョンソンを圧倒し3-0の5R判定勝ち。2度目の防衛に成功した。
2011年12月、ユライア・フェイバーと共にリアリティ番組「The Ultimate Fighter: Live」のシーズン15でコーチ役に選ばれ、2012年7月7日のUFC 148でコーチ対決としてフェイバーとラバーマッチを行う予定であったが、5月7日クルーズが練習中に膝の前十字靭帯を負傷し、欠場した。
2012年11月11日、フェニックス・インターナショナル・レースウェイとスポンサー契約を結んだ。
2012年12月3日、移植した靭帯が拒否反応を起こし再び手術を受けた。

#### 世界王座剥奪
2014年2月1日のUFC 169でUFC世界バンタム級暫定王者ヘナン・バラオンと王座統一戦を行う予定だったが、足の付け根の負傷により欠場。UFC世界バンタム級王座を剥奪された。
2014年9月27日、約3年ぶりの復帰戦となったUFC 178でバンタム級ランキング5位の水垣偉弥と対戦。開始早々テイクダウンを奪い、パウンドで僅か61秒のKO勝ち。パフォーマンス・オブ・ザ・ナイトを受賞した。
2014年12月、以前負傷した膝とは違うもう一方の膝の前十字靭帯を負傷した事を発表した。

#### 世界王座再獲得から陥落
2016年1月17日、1年4か月ぶりの復帰戦となったUFC Fight Night: Dillashaw vs. CruzのUFC世界バンタム級タイトルマッチで王者TJ・ディラショーに挑戦。ハイレベルな攻防を繰り広げ、2-1（48-47、46-49、49-46）の5R判定勝ち。王座再獲得に成功し、ファイト・オブ・ザ・ナイトを受賞した。試合後、多くのメディアがこの勝利を「MMA史上最大のカムバック」と称賛した。
2016年6月4日、UFC 199のUFC世界バンタム級タイトルマッチでバンタム級ランキング2位の挑戦者ユライア・フェイバーとラバーマッチを行い、終始フェイバーを圧倒して3-0の5R判定勝ち。王座の初防衛に成功し、フェイバーとの通算戦績を2勝1敗とした。
2016年12月30日、UFC 207のUFC世界バンタム級タイトルマッチでバンタム級ランキング5位の挑戦者コーディ・ガーブラントと対戦。手数と有効打ではガーブラントを上回ったものの、3Rと4Rにパンチでダウンを奪われ、0-3（46-48、47-48、46-48）の5R判定負け。2度目の防衛に失敗し、王座から陥落した。敗れはしたものの、ファイト・オブ・ザ・ナイトを受賞した。
2017年11月8日、ジミー・リベラと対戦が決定したが腕を骨折して欠場した。
2018年12月11日、ジョン・リネカーと対戦が決定したが右肩の靭帯を負傷して欠場した。
2020年5月9日、約3年半ぶりの復帰戦となったUFC 249のUFC世界バンタム級タイトルマッチで王者ヘンリー・セフードに挑戦し、2R終盤に右膝蹴りでダウンを奪われパウンドでTKO負け。王座獲得に失敗し、自身初の連敗を喫した。
2021年3月6日、UFC 259でケイシー・ケニーと対戦し、2-1の判定勝ち。約4年7か月ぶりの勝利となった。
2021年12月11日、UFC 269でバンタム級ランキング8位のペドロ・ムニョスと対戦。1Rに左ジャブと左フックでダウンを奪われるも、2Rと3Rに手数と有効打で上回って3-0の判定勝ち。ファイト・オブ・ザ・ナイトを受賞した。
2022年8月13日、UFC on ESPN: Vera vs. Cruzでバンタム級ランキング5位のマルロン・ヴェラと対戦。スタンドの攻防で優勢に試合を進めたものの、4Rに左ハイキックでKO負け。
2025年2月22日、UFC Fight Night: Cejudo vs. Songでバンタム級ランキング9位のロブ・フォントと対戦予定であったが、右肩の脱臼により欠場し、同時に総合格闘技からの引退を発表した。

## ファイトスタイル
構えをオーソドックスとサウスポーに頻繁にスイッチしながら、豊富な運動量でサイドの動きと出入りの激しい独特のフットワークに、ヘッドムーブなどのフェイントを組み合わせ、突如としてステップインして多彩な角度からスピードに乗った打撃を当て、コンビネーションを巧みに上下に打ち分ける。さらには打撃の展開から相手の意表を突いて組み付きテイクダウンを奪うことも得意とする。

## 人物・エピソード
- 元UFC世界バンタム級王者のTJ・ディラショー、元UFC世界フライ級王者のデメトリアス・ジョンソン、元WEC世界フェザー級王者のユライア・フェイバー、元WEC世界バンタム級王者のブライアン・ボウルズ、ジョセフ・ベナビデス等、軽量級のトップ選手から勝利を収めている。
- UFC 178直前のインタビューにて3年間ぶりの復帰について「モハメド・アリも3年ぐらい試合をしていなかった時期があるけど、アリができるのなら、僕にもできる。簡単じゃないが、不可能じゃない」と答えている[23]。
- ファイターと並行してUFCの解説やコメンテーターを務めており、World MMA Awardsの「アナリスト・オブ・ザ・イヤー」を2015年、2016年、2017年の3年連続で受賞している[24]。
- ユライア・フェイバーとは犬猿の仲とみられていたが、フェイバーが引退試合後、解説として来場していたクルーズと談笑し、和解した[25]。

## 戦績
| 総合格闘技 戦績 | 総合格闘技 戦績 | 総合格闘技 戦績 | 総合格闘技 戦績 | 総合格闘技 戦績 | 総合格闘技 戦績 | 総合格闘技 戦績 |
| --------------- | --------------- | --------------- | --------------- | --------------- | --------------- | --------------- |
| 28 試合         | (T)KO           | 一本            | 判定            | その他          | 引き分け        | 無効試合        |
| 24 勝           | 7               | 1               | 16              | 0               | 0               | 0               |
| 4 敗            | 2               | 1               | 1               | 0               | 0               | 0               |

| 勝敗 | 対戦相手                 | 試合結果                         | 大会名                                                                  | 開催年月日     |
| ×    | マルロン・ヴェラ         | 4R 2:17 KO（左ハイキック）       | UFC on ESPN 41: Vera vs. Cruz                                           | 2022年8月13日  |
| ○    | ペドロ・ムニョス         | 5分3R終了 判定3-0                | UFC 269: Oliveira vs. Poirier                                           | 2021年12月11日 |
| ○    | ケイシー・ケニー         | 5分3R終了 判定2-1                | UFC 259: Błachowicz vs. Adesanya                                        | 2021年3月6日   |
| ×    | ヘンリー・セフード       | 2R 4:58 TKO（右膝蹴り→パウンド） | UFC 249: Ferguson vs. Gaethje 【UFC世界バンタム級タイトルマッチ】       | 2020年5月9日   |
| ×    | コーディ・ガーブラント   | 5分5R終了 判定0-3                | UFC 207: Nunes vs. Rousey 【UFC世界バンタム級タイトルマッチ】           | 2016年12月30日 |
| ○    | ユライア・フェイバー     | 5分5R終了 判定3-0                | UFC 199: Rockhold vs. Bisping 2 【UFC世界バンタム級タイトルマッチ】     | 2016年6月4日   |
| ○    | TJ・ディラショー         | 5分5R終了 判定2-1                | UFC Fight Night: Dillashaw vs. Cruz 【UFC世界バンタム級タイトルマッチ】 | 2016年1月17日  |
| ○    | 水垣偉弥                 | 1R 1:01 KO（パウンド）           | UFC 178: Johnson vs. Cariaso                                            | 2014年9月27日  |
| ○    | デメトリアス・ジョンソン | 5分5R終了 判定3-0                | UFC Live: Cruz vs. Johnson 【UFC世界バンタム級タイトルマッチ】          | 2011年10月1日  |
| ○    | ユライア・フェイバー     | 5分5R終了 判定3-0                | UFC 132: Cruz vs. Faber 【UFC世界バンタム級タイトルマッチ】             | 2011年7月2日   |
| ○    | スコット・ヨルゲンセン   | 5分5R終了 判定3-0                | WEC 53: Henderson vs. Pettis 【WEC世界バンタム級タイトルマッチ】        | 2010年12月16日 |
| ○    | ジョセフ・ベナビデス     | 5分5R終了 判定2-1                | WEC 50: Cruz vs. Benavidez 2 【WEC世界バンタム級タイトルマッチ】        | 2010年8月18日  |
| ○    | ブライアン・ボウルズ     | 2R終了時 TKO（ドクターストップ） | WEC 47: Bowles vs. Cruz 【WEC世界バンタム級タイトルマッチ】             | 2010年3月6日   |
| ○    | ジョセフ・ベナビデス     | 5分3R終了 判定3-0                | WEC 42: Torres vs. Bowles                                               | 2009年8月9日   |
| ○    | イヴァン・ロペス         | 3R 3:24 負傷判定3-0              | WEC 40: Torres vs. Mizugaki                                             | 2009年4月5日   |
| ○    | イアン・マッコール       | 5分3R終了 判定3-0                | WEC 38: Varner vs. Cerrone                                              | 2009年1月25日  |
| ○    | チャーリー・ヴァレンシア | 5分3R終了 判定3-0                | WEC 34: Faber vs. Pulver                                                | 2008年6月1日   |
| ○    | ケネス・エイムズ         | 1R KO（パンチ連打）              | Total Combat 27                                                         | 2008年3月22日  |
| ×    | ユライア・フェイバー     | 1R 1:38 ギロチンチョーク         | WEC 26: Condit vs. Alessio 【WEC世界フェザー級タイトルマッチ】          | 2007年3月24日  |
| ○    | シャド・スミス           | 5分3R終了 判定3-0                | Total Combat 18: Nightmare 【TCフェザー級王座決定戦】                   | 2006年11月4日  |
| ○    | フアン・ミランダ         | 1R 4:00 チョークスリーパー       | Total Combat 16: Annihilation 【TCライト級王座決定戦】                  | 2006年9月9日   |
| ○    | デイブ・イスキエルド     | 5分3R終了 判定2-1                | Total Combat 15                                                         | 2006年7月15日  |
| ○    | マイケル・バーニー       | 1R 2:45 TKO（パンチ連打）        | Rage in the Cage 79: The Rage Returns                                   | 2006年2月24日  |
| ○    | ニック・ヘドリック       | 3分3R終了 判定3-0                | Rage in the Cage 75: Friday Night Fights                                | 2005年9月30日  |
| ○    | ジョシュ・ドナヒュー     | 2R 1:09 TKO（パンチ連打）        | Rage in the Cage 74: In Your Face                                       | 2005年9月10日  |
| ○    | トム・シュウェイジャー   | 1R 0:56 TKO（パンチ連打）        | Rage in the Cage 73: Arizona vs. Nevada                                 | 2005年8月6日   |
| ○    | ロスコ・マクレラン       | 2R 1:26 TKO（パンチ連打）        | Rage in the Cage 70                                                     | 2005年6月11日  |
| ○    | エディ・カストロ         | 3分3R終了 判定2-1                | Rage in the Cage 67: Back to the Dodge                                  | 2005年1月29日  |

## 獲得タイトル
- Total Combatライト級王座（2006年）
- Total Combatフェザー級王座（2006年）
- 第5代WEC世界バンタム級王座（2010年）
- 初代UFC世界バンタム級王座（2010年）
- 第4代UFC世界バンタム級王座（2016年）

## 表彰
- UFC ファイト・オブ・ザ・ナイト（4回）
- UFC パフォーマンス・オブ・ザ・ナイト（1回）
- WEC ファイト・オブ・ザ・ナイト（1回）
- SHERDOG カムバック・オブ・ザ・イヤー（2014年）
- USAトゥデイ ファイター・オブ・ザ・イヤー（2010年）